# Шульце, Эрнст
Эрнст Шульце (нем. Ernst Schultze; 14 декабря 1874, Берлин — 31 июля 1943, Поляница-Здруй) — немецкий экономист и социолог, профессор, директор Института мировой экономики в Лейпциге.

## Биография
Эрнст Шульце родился в семье члена медицинского совета; в 1892 году он окончил гимназию «Luisen-Gymnasium», после чего изучал естественные науки и экономику в Берлине. В 1897 году Шульце сдал экзамены и защитил кандидатскую диссертацию во Фрайбургском университете. Затем он начал работать библиотекарем и преподавать в народном университете. С 1900 по 1903 год он возглавлял гамбургский фонд «Hamburger Öffentlichen Bücherhallen» (HÖB), управлявший публичными библиотеками города. Шульце является автором термина «шунд-литература» (нем. Schundliteratur, «низкопробная литература, развивающая преступные наклонности»). Занимался исследованием образовательных возможностей кинематографа.
В 1918 году Эрнст Шульце защитил докторскую диссертацию по экономике и социальным наукам в Лейпцигском университете и основал Институт мировой экономики (Weltwirtschafts-Institut). В 1922 году стал профессором экономики в Лейпцигской бизнес-школе, где в 1923/1924 учебном году также состоял ректором — вышел в отставку в 1940. 11 ноября 1933 года Шульце, еще в годы Первой мировой войны писавший «англофобные» книги о Великобритании (и России), был среди более 900 ученых и преподавателей немецких университетов и вузов, подписавших «Заявление профессоров о поддержке Адольфа Гитлера и национал-социалистического государства».

## Работы
- Gold. Romantik und Fluch des gelben Metalls, Leipzig 1940 (evtl. Teil der von ihm hrsg. Reihe Die Wirtschaftsgüter des Erdballs)
- Die Lüge als politische Waffe Englands: «Gentlemen» ohne Wahrhaftigkeit (Veröffentlichung der Deutschen Informationsstelle), Berlin 1940
- Vogelzug und Menschenwanderung. Erinnerungen an die Urzeit der nordischen Rasse, Neudamm 1940
- Die Blutspur Englands. Geschichte der englischen Kriegsgrausamkeiten, Berlin 1940
- Sorgen des Britischen Weltreichs, Leipzig 1939, 6.-8. Tausend 1940
- Das Meer in Geschichte und Gegenwart, Berlin 1938
- Meeresscheue und seetüchtige Völker. Weltgeschichtliche Beiträge zur Völkerpsychologie, Stuttgart 1937
- Die Wirtschaftspolitik des Nationalsozialismus. Vortrag, 1935
- Die weiße und die gelbe Gefahr: Japans gewaltsame Erschließung u. wirtschaftliche Entwicklung, Stuttgart 1935
- Japan als Weltindustriemacht, 2 Bdd., Stuttgart 1935
- Pfundsturz und Weltkrise, Leipzig 1932
- Tributzahlung und Ausfuhrkraft, Leipzig, 1.-2. Aufl. 1929
- Ruhrbesetzung und Weltwirtschaft. Eine Internationale Untersuchung der Einwirkungen der Ruhrbesetzung auf die Weltwirtschaft. Schriften des Weltwirtschaftsinstituts Leipzig, 1927
- Dauerkrisis und Daweslast, Leipzig 1925
- Die Kindersklaverei bei den weißen Völkern, Langensalza 1923
- Not und Verschwendung. Untersuchungen über das deutsche Wirtschaftsschicksal, Leipzig 1923
- Organisatoren und Wirtschaftsführer, Leipzig 1923
- Die Zerrüttung der Weltwirtschaft. Kohlhammer, Stuttgart, 1. Aufl. 1922, 2. Aufl. 1923[5]
  - Шульце, Эрнст. Развал мирового хозяйства / Э. Шульце ; Пер. с нем. Ш. Двойлацкого. — Москва ; Петроград : Гос. изд-во, 1923. — VIII, 359 с.; 22 см. — (Библиотека мирового хозяйства и мировой политики/ Кн. под общ. ред. К. Радека).
- Irland: Seine politische Knechtung und sein Streben nach Selbstregierung, Berlin 1916
- England als Seeräuberstaat, Stuttgart 1915 (holländische Übersetzung unter dem Titel: Engeland en het Oorlogsrecht ter Zee, Amsterdam — Rotterdam 1915)
- England und Spanien, Hamburg 1915
- Englische Denkträgheit, München o. J.
- Die politische Bildung in England, Leipzig 1914
- Die geistige Hebung der Volksmassen in England, München 1912
- Volksbildung und Volkswohlfahrt in England, München 1912
- Der Kinematograph als Bildungsmittel, 1911
- Die Schundliteratur, ihr Vordringen, ihre Folgen, ihre Bekämpfung, Halle 1909
- Volkshochschulen und Universitäts-Ausdehnung-Bewegung, Leipzig 1897
- Распад современных валют : Крах девизных курсов и его торгово-политические последствия / Проф. Эрнст Шульце, ректор Лейпцигск. коммерч. акад. Пер. с нем. И. Д. Маркусона. — Л. ; М. : Книжный угол, 1924. — 186 с.